# Achimenes hintoniana
Achimenes hintoniana là một loài thực vật có hoa trong họ Tai voi. Loài này được Ram.-Roa & L.E.Skog mô tả khoa học đầu tiên năm 2002.